# Olga Bucătaru
Olga Bucătaru (n. 27 martie 1942, Suceava, România – d. 10 aprilie 2020, București, România) a fost o actriță română de film, radio, televiziune, scenă și voce.

## Biografie
În 1965, Olga Bucătaru a absolvit Institutul de Artă Teatrală și Cinematografică “I.L.Caragiale”, clasa George Dem Loghin. A debutat în 1966 la Teatrul Tineretului din Piatra Neamț unde a lucrat până în 1973. Aici a jucat roluri ca Alta în Act venețian sau Vidra în Răzvan și Vidra. În 1969-1970 este actriță la Teatrul de Stat din Satu Mare. Din 1974 devine membră a Teatrului Odeon din București unde joacă diverse roluri cum ar fi Hortensia în A cincea lebădă, Tofana în Patima roșie sau Nina Damian în ...escu. În 1977 interpretează rolul Doamna Stanca în filmul istoric românesc Buzduganul cu trei peceți. Din 2001 Olga Bucătaru este lector universitar la Academia de Arte Luceafărul. În 2002 i s-a acordat Ordinul Național „Serviciul Credincios” în grad de Cavaler.

## Filmografie
- Bariera (1972) - Lucica[3]
- Cursa (1975)[4]
- Serenadă pentru etajul XII (1976) - Silvia, soția „Balaurului”
- Buzduganul cu trei peceți (1977) - Doamna Stanca[5]
- Ecaterina Teodoroiu (1978) - sora Lucreția
- Dumbrava minunată (1980) - Primăvara
- Începutul adevărului (Oglinda) (1994)
- Aici nu mai locuiește nimeni (film TV, 1995)[6]

- Trenul vieții (1998, regia Radu Mihăileanu) - Femme Wagon
- Trahir (1993, regia Radu Mihăileanu) - Ana
- Avaria (1978, regia Ștefan Traian Roman) - ca Despina
- Prometeu (1970)

## Teatru

### Teatrul Odeon[7]
- Mari în Veronika se pregătește să moară după Paulo Coelho, regia Gelu Colceag
- Zmeukina în Nuntă cu răpiri după Nunta de A.P. Cehov și Frumoasele Sabine de Leonid Andreev, regia Beatrice Bleonț
- Cântăreața în Astă seară se joacă fără piesă de Luigi Pirandello, regia Alexa Visarion
- Doamna Tepan în Picnic pe câmpul de luptă de Fernando Arrabal, regia Diana Manole
- Fiica în Întâlnire în pădure de Ofelia Strahl, regia Cătălina Buzoianu
- Ea în Ar fi fost o mare iubire de Ion Băieșu, regia Tudor Mărăscu
- Reagan în Regele Lear de W. Shakespeare, regia Mircea Marin
- Domnica în Să nu-ți faci prăvălie cu scară de Eugen Barbu, regia Sanda Manu
- Despina în Zidarul de Dan Tărchilă, regia Tudor Mărăscu
- Stanca în Ordinatorul de Paul Everac, regia Tudor Mărăscu
- Hortensia în A cincea lebădă de Paul Everac, regia Tudor Mărăscu
- Tofana în Patima roșie de Mihail Sorbul, regia Cristian Hadjiculea
- Nina Damian în ...escu de Tudor Mușatescu, regia Dinu Cernescu
- Vulpea în Scufița Roșie de Evgheni Swartz, regia Alexa Visarion

### Teatrul Tineretului din Piatra Neamț
- Ara în Arca bunei speranțe de Ion D. Sîrbu, regia Crin Teodorescu
- Belous în Neîncredere în foișor de Nelu Ionescu, regia Dinu Cernescu
- Branguen în Tristan și Isolda de Jean de Beer, regia Dinu Cernescu
- Alta în Act venețian de Camil Petrescu, regia Gabriel Negri
- Vidra în Răzvan și Vidra de Bogdan Petriceicu Hasdeu, regia Gabriel Negri
- Trei roluri în Afară-i vopsit gardu', înăuntru-i leopardul de Alecu Popovici, regia Ion Cojar
- Alice în Arden din Kent de un autor englez anonim din secolul al XVI-lea, regia Andrei Șerban